# Акты Московского государства 1550 года
Царствование: 1533—1584 — Иван IV Васильевич Грозный

## Акты Московского государства 1550 года
- 10 июля — указная грамота царя Ивана Васильевича в Мышегу волостителю Сухотину Григорию  о пожаловании под ним волости Мышега Тарусского уезда в кормлении князя Барятинского Дмитрия Ивановича с Оспожина дня (15 августа) 1551 года.
- 1 октября — царский приговор об испомещении в Московском и окружных уделах 1000 человек детей боярских и о даче там же посыльным боярам и окольничим поместий.